# Tujowiec włoskolistny
Tujowiec włoskolistny (Thuidium philibertii) – mech należący do rodziny tujowcowatych (Thuidiaceae) ujmowany w randze gatunku Thuidium philibertii Limpr. lub podgatunku tujowca szerokolistnego Thuidium recognitum subsp. philibertii (Limpr.) Dixon. Bywa także traktowany jako synonim Thuidium assimile (Mitt.) A.Jaeger.

## Ochrona
Roślina, ujęta w rozporządzeniach w randze gatunku Thuidium philibertii, jest objęta w Polsce ochroną częściową nieprzerwanie od 2004 roku.